# Jesper Staal
Jesper Møllegaard Staal (Gentofte, 1 de marzo de 1972) es un deportista danés que compitió en piragüismo en la modalidad de aguas tranquilas. Ganó dos medallas en el Campeonato Mundial de Piragüismo:  oro en 1994 y plata en 1997, ambas en  la prueba de K2 1000 m.

## Palmarés internacional
| Campeonato Mundial | Campeonato Mundial        | Campeonato Mundial | Campeonato Mundial |
| Año                | Lugar                     | Medalla            | Competición        |
| ------------------ | ------------------------- | ------------------ | ------------------ |
| 1994               | Ciudad de México (México) | Medalla de oro     | K2 1000 m          |
| 1997               | Dartmouth (Canadá)        | Medalla de plata   | K2 1000 m          |